# دائرة الاستخبارات الاتحادية الألمانية
 دائرة الاستخبارات الاتحادية الألمانية (بالألمانية: Bundesnachrichtendienst) هي جهاز اتحادي في ألمانيا مسؤول عن الاستخبارات الخارجية وهو متصل مباشرة بالمستشارية الألمانية. ويتركز نشاطه على جمع المعلومات الاستخباراتية من الجهات الأجنبية التي تشد اهتمام ألمانيا وتؤثر على مصالحها. لديه 6050 موظف (كما في 2005) يتوزعون على 300 موقع في ألمانيا وخارجها ومقرهم الرئيسي برلين، وعشر هؤلاء تقريبا مسؤولون عسكريون سابقون في الجيش الألماني. وميزانيته السنوية 460 مليون يورو (كما في 2006). أما وكالة الاستخبارات الداخلية في ألمانيا فتسمى المكتب الاتحادي لحماية الدستور. (بالألمانية: Bundesamt für Verfassungsschutz (BfV))